# Festival slovenskega filma 2013
16. festival slovenskega filma je potekal med 11. in 15. septembrom 2013 v Avditoriju v Portorožu. Festival je postregel z 42 filmi v tekmovalnem in 21 filmi v netekmovalnem programu (tj. panorami). Zaključna slovesnost s podelitvijo nagrad je potekala 15. septembra 2013 v Avditoriju Portorož. 
Žirijo za podelitev nagrad vesna so sestavljali Hrvoje Hribar, Olmo Omerzu in Hanna A. W. Slak. Vajeti je tisto leto prevzel novi vodja festivala, Igor Prassel.

## Prejemniki nagrad

### Vesna
| Kategorija                                    | Prejemnik                                                      |
| --------------------------------------------- | -------------------------------------------------------------- |
| najboljši animirani film                      | Wanted (r. Boris Dolenc)                                       |
| najboljši celovečerni film                    | Razredni sovražnik (r. Rok Biček)                              |
| najboljši dokumentarni film                   | Priletni parazit ali kdo je Marko Brecelj (r. Janez Burger)    |
| najboljši kratki film                         | Boles (r. Špela Čadež)                                         |
| najboljši scenarij                            | Nebojša Pop Tasić, Matjaž Ivanišin (Karpopotnik)               |
| najboljši študijski film (in Restart nagrada) | Divji vzhod (r. Maja Prelog)                                   |
| najboljša fotografija                         | Fabio Stoll (Razredni sovražnik)                               |
| najboljša glasba                              | Monkey Cup Dress (Dvojina)                                     |
| najboljša glavna moška vloga                  | Igor Samobor (Razredni sovražnik)                              |
| najboljša glavna ženska vloga                 | Nina Rakovec (Dvojina)                                         |
| najboljša kostumografija                      | Bistra Borak (Razredni sovražnik)                              |
| najboljša manjšinska koprodukcija             | Zoran, moj nečak idiot (r. Matteo Oleotto)                     |
| najboljša montaža                             | Miloš Kalusek (Priletni parazit ali kdo je Marko Brecelj)      |
| najboljša moška stranska vloga                | Jernej Kogovšek, Dino Hajderović, Ivan Pašalić (Čefurji raus!) |
| najboljša režija                              | Marko Šantić (Zapelji me)                                      |
| najboljša scenografija                        | Vasja Kokelj (Zoran, moj nečak idiot)                          |
| najboljša stranska ženska vloga               | Nataša Barbara Gračner (Razredni sovražnik)                    |
| nagrada za posebne dosežke                    | Luksuz produkcija                                              |
| posebna omemba žirije                         | Barbara Zemljič (Panika, Pravica ljubiti)                      |

### Ostale nagrade
| Nagrada                                                                             | Prejemnik                         |
| ----------------------------------------------------------------------------------- | --------------------------------- |
| Stopov igralec leta (žirija: Miha Brun, Kamenko Kesar in Marjana Vovk, predsednica) | Igor Samobor (Razredni sovražnik) |
| nagrada občinstva (Teleking)                                                        | Razredni sovražnik (r. Rok Biček) |
| nagrada žirije kritikov (Nina Cvar, Tina Bernik in Živa Emeršič)                    | Razredni sovražnik (r. Rok Biček) |
| Badjurova nagrada za življenjsko delo                                               | Karpo Godina                      |

## Tekmovalni program
| Celovečerni film Celovečerni igrani film Razredni sovražnik / Rok Biček Halimina pot (hrv. Halimin put ) / Arsen A. Ostojić / koprodukcijski Čefurji raus! / Goran Vojnović Krogi (srb. Krugovi ) / r. Srdan Golubović / koprodukcijski Panika / r. Barbara Zemljič Dvojina / r. Nejc Gazvoda Adria Blue s / r. Miroslav Mandić Zapelji me / r. Marko Šantič Gremo mi po svoje 2 / r. Miha Hočevar Zoran, moj nečak idiot (it. Zoran, il mio nipote scemo ) / r. Matteo Oleotto / koprodukcijski Celovečerni dokumentarni film Projekt: rak / Damjan Kozole Priletni parazit ali kdo je Marko Brecelj? / r. Janez Burger Mama Europa / r. Petra Seliškar Srednjemetražni film Srednjemetražni dokumentarni film Karpopotnik / r. Matjaž Ivanišin Pravi človek za kapitalizem / r. Dušan Moravec Mož s krokarjem / r. Sonja Prosenc Srednjemetražni eksperimentalni film Karl Marx med nami / r. Jurij Meden | Kratkometražni film Kratkometražni animirani film Boles / r. Špela Čadež Maček Muri / r. Boris Dolenc Wanted / r. Boris Dolenc Kratkometražni dokumentarni film Adagio / r. Blaž Završnik in Jani Sever Upanje / r. Jakub Stežycki in Denis Dziuba Jože / r. Edouard Pallu de Beaupuy, Charis Bastin, Claire Billard in Petra Ivšić Zadnji pionirji / r. Daniela Rodrigues Trenutek vročice / r. Svetlana Dramlić Moje lepe noge / r. Coralie Girard Kratkometražni eksperimentalni film Idiot / r. Niko Novak Nerazločen pogovor (eng. Indistinct Conversation ) / r. Iva Musović / koprodukcijski Sinister / r. Marta Trela / koprodukcijski Kratkometražni igrani film Kosilo na travi / r. Viktor in Daria Radić Pravica ljubiti / r. Barbara Zemljič Na pogled / r. Miha F. Kalan | Študijski film Študijski igrani film Ivan brez življenja / r. Domen Martinčič Družinsko srečanje / r. Iva Musović Divji vzhod / r. Maja Prelog Zadnja malica / r. Nejc Zajec Prihodi odhodi / r. Primož Ekart Amelia / r. Blaž Završnik Kam / r. Katarina Morano Študijski animirani film Kar slišim, že vem (hrv. Ja već znam šta čujem ) / r. Darko Masnec Študijski dokumentarni film Medijski projekt Murko / r. Nejc Levstik Moje ime je ogledalo / r. Katarina Rešek |

## Panorama
| - Zbrani – zaupno o skupnem / r. Anja Medved - Zelena utopija / r. Marko Kumer - Murč in Urban Zorko - Čas za novo državo / r. Skupina Irwin in Igor Zupe - Kako je padala Evropa / r. Boris Petkovič - Style Wars 2 / r. Veli Silver in Amos Angeles | Kratki film Kratki igrani film Zavarovalniški agent / r. Dražen Štader Kratki dokumentarni film Festival HISTeRIA / r. Urška Djukić in Katja Škorić Lenča Ferenčak / r. Daphne Van Den Blink in Karel Verstreken Od radnika do aktivista – za bolji život! / r. Anja Kuhar Ž / r. Raquel Pedreira, Catherine Macgrath, Marion Trotte in Eglantine Sohet Kratki eksperimentalni film Coffee / r. Urška Djukić Razstava horror politijada / r. Diego Menendez Kratki animirani Kurent / r. Luka Bajt | Študijski film Študijski igrani film Časotresk / r. Tosja Flaker Berce Montaža Ekstaza / r. Tosja Flaker Berce Pomladi / r. Peter Bizjak Študijski animirani filmi Escape Velocity / r. Ivan Umer Unpacked / r. Ines Ozimek in Nika Lemut |

## Spremljevalni programi

### Posebni projekciji
- V začetku je bil greh / r. František Čap
- Piran - biser slovenskega primorja / r. František Čap

### Program otroških in mladinskih filmov za šole
- Poletje v školjki / r. Tugo Štiglic
- Spoznajmo »risanke« – Program slovenskih animiranih kratkih filmov
- Kekec / r. Jože Gale

### Retrospektiva Karpa Godine
- Pes / r. Karpo Godina in Mario Uršić
- Divjad / r. Karpo Godina in Jure Pervanje
- A.P. (Anno Passato) / r. Karpo Godina
- O ljubezenskih veščinah ali film s 14.441 sličicami / r. Karpo Godina
- Gratinirani možgani Pupilije Ferkeverk / r. Karpo Godina
- Zdravi ljudje za razvedrilo / r. Karpo Godina